# 水縞とおる
水縞 とおる（みずしま とおる、1964年2月6日 - ）は、日本の漫画家。大阪府出身。夫は声優、ナレーターの真地勇志。

## 来歴
大阪府にて出生。デビュー以前から個人サークル「みずまぜくらぶ」で同人活動していた。1983年、『プチアップルパイ』vol.5掲載の『荒野二人組』でデビュー。主に『月刊コミックNORA』（学習研究社）や『月刊ウィングス』（新書館）で活動していた。
「水縞とおる」名義以外にも『セーラー服反逆同盟』執筆時は「戸国美穂」名義を使用し、同人誌で「笠置キチロウ」を使用していた時期もある。2000年代以降、商業誌では寡作になっているが、成人向け雑誌から児童向け雑誌、コミックエッセイからイラストレーションまで幅広く活動し、サークル「なかよしりぼん」での同人活動も長く続いている。公認ファンクラブとして「みずまぜくらぶ」「TOLL」が存在していた。

## 作品リスト

### 単行本
- アーシュキッド（『プチアップルパイ』1984年 - 1985年連載、アニメージュコミックス、既刊1巻）
  - Mr.レディ（『プチアップルパイ』vol.6、1984年）
  - NEW FACE（『プチアップルパイ』vol.7、1984年）
  - ミステリー・ナイト（『プチアップルパイ』vol.8、1984年）
- セーラー服反逆同盟（『少年キャプテン』1986年 - 1987年連載、全1巻） - 「戸国美穂」名義
- 気分は!?ハートボイルド（原作：寺田憲史、1988年、ノーラコミックス、全1巻）
- CRUSADER（1987年 - 1989年、ウィングスコミックス、全2巻）
  - CRUSADER・戦士編（1989年 - 1990年）
- 恋人は守護霊!?（『月刊コミックNORA』1989年1月号[2] - 1992年10月号[3]→『CAIN』 - 1997年連載、ノーラコミックス、全10巻）
  - 恋人は守護霊!?イラスト集〜OPPO〜
- GAME 横浜攻略（1990年 - ウィングスコミックス、既刊1巻） - 後半単行本未収録
- 水縞とおる短編集 TALK トーク（1992年、St comics）
- 毎日が元気!!（1992年、ノーラコミックス、全1巻）
- キューティ天使（1993年 - 1995年、あすかコミックス、全4巻）
- たのしい家族生活（『CAIN』1996年連載、NORAコミックス、全1巻）
- 紅の剣士、遠い大陸の追憶（1996年、2作品ともNTT出版『ファイアーエムブレム・ザ・コンプリート』より）
- ばよえ〜んすぺしゃる2（1996年、ラポートコミックス、全2巻）
- 獣神継承 最後の奇蹟（あすかコミックスDX、全1巻）
- VOICE（『サウス』1996年 - 1998年連載、ウィングスコミックス、全3巻）
- 花も嵐も!（『CAIN』1998年連載、ピチコミックス、既刊1巻）
- SO-DOM〜ソドム〜（2001年、ソニー・マガジンズコミックス、全1巻）
- 花のお江戸幽玄捕り物帖（1999年 - 2001年連載、アクションコミックス、全1巻）

### 読み切りなど
- とーるくんのみずまぜ劇場（『漫画の手帖』13号、1983年）
  - とーるくんのみずまぜ小劇場（『漫画の手帖』16号 - 21号、1984年 - 1985年）
- 荒野二人組（『プチアップルパイ』vol.5、1983年） - デビュー作
- JUNK FOOD（『プチアップルパイ』vol.10、1985年）
- NEIGHBOURS（『プチアップルパイ』vol.11 - vol.13、1985年）
- URSH-KID（『リュウ』1985年掲載）
- BYE-BYE-BYE（『アニメック』1985年4月号～9月号連載、未完）
- 暴力学校（『プチアップルパイ』vol.14、1986年）
- 狼少女なの（1986年）

### アンソロジー
- 新選組・土方歳三壬生の銀狼（2003年 共著者：安曇もか、篠原鳥童、ほか）
- 新選組・沖田総司 煙の残像（2003年 共著者：姫木薫理、服部あゆみ、ほか）
- ぬいぐるみ殺人事件 新装版（2014年8月） - 『漫画の手帖』連載のリレー漫画、第10回担当[4]。